# Brandon Armstrong (basketballer, 1980)
Brandon Simone Armstrong (San Francisco, 16 juni 1980) is een Amerikaans voormalig basketballer.

## Carrière
Armstrong speelde van 1999 tot 2001 collegebasketbal voor de Pepperdine Waves. Hij werd in de NBA draft van 2001 gekozen als 23e door de Houston Rockets. Hij werd nog dezelfde dag geruild samen met Jason Collins en Richard Jefferson naar de New Jersey Nets voor Eddie Griffin. Armstrong speelde drie seizoenen voor de Nets. Hij tekende in oktober 2004 bij de Golden State Warriors maar zijn contract werd aan het einde van de maand stopgezet.
Hij tekende voor het seizoen 2005/06 bij de Italiaanse eersteklasser Roseto Sharks maar verliet de club in november 2005. In februari 2006 ging hij spelen voor het Spaanse CB Calpe-Aguas De Calpe. Armstrong werd als 29e gekozen in de NBA Development League draft 2006 door de Dakota Wizards. In januari 2007 werd zijn contract ontbonden door de Wizards. Begin februari 2007 tekende hij bij de Bakersfield Jam maar aan het einde van de maand werd zijn contract er ontbonden. Hierna tekende hij in maart 2007 bij de Anaheim Arsenal maar ook hier vertrok hij voor het einde van de maand.
Voor het seizoen 2007/08 tekende hij bij KKS Kotwica Kołobrzeg in de Poolse competitie. Het volgende seizoen ging hij spelen in Oekraïne voor BK Boedivelnyk Kiev. In februari 2009 probeerde hij nog bij Marinos de Anzoátegui maar verloor de positie aan landgenoot Michael Gale.

## Statistieken

### Regulier seizoen
| Seizoen  | Team            | WG  | WS | MPW | 2P%  | 3P%  | FW%  | RPW | APW | SPW | BPW | PPW |
| -------- | --------------- | --- | -- | --- | ---- | ---- | ---- | --- | --- | --- | --- | --- |
| 2001/02  | New Jersey Nets | 35  | 0  | 5,6 | 31,8 | 29,4 | 50,0 | 0,5 | 0,2 | 0,2 | 0,0 | 1,8 |
| 2002/03  | New Jersey Nets | 17  | 0  | 4,1 | 33,3 | 16,7 | 83,3 | 0,2 | 0,1 | 0,2 | 0,1 | 1,4 |
| 2003/04  | New Jersey Nets | 56  | 0  | 7,8 | 37,1 | 36,5 | 50,0 | 0,8 | 0,3 | 0,2 | 0,0 | 2,7 |
| Carrière | Carrière        | 108 | 0  | 6,5 | 36,5 | 33,3 | 60,0 | 0,6 | 0,2 | 0,2 | 0,0 | 2,2 |

### Play-offs
| Seizoen  | Team            | WG | WS | MPW | 2P%  | 3P% | FW% | RPW | APW | SPW | BPW | PPW |
| -------- | --------------- | -- | -- | --- | ---- | --- | --- | --- | --- | --- | --- | --- |
| 2003/04  | New Jersey Nets | 8  | 0  | 4,0 | 25,0 | 0,0 | –   | 0,3 | 0,4 | 0,1 | 0,0 | 0,8 |
| Carrière | Carrière        | 8  | 0  | 4,0 | 25,0 | 0,0 | –   | 0,3 | 0,4 | 0,1 | 0,0 | 0,8 |